# A Certain Ratio
A Certain Ratio (citati talvolta come ACR) sono un gruppo musicale post-punk formatosi nel 1977 a Manchester (Gran Bretagna). Mentre originariamente facevano parte del movimento punk rock, ben presto hanno aggiunto elementi funk e dance al loro sound. Vengono a volte indicati come "post punk funk".
Il nome della band è preso dal testo della canzone di Brian Eno The True Wheel, tratta dall'album Taking Tiger Mountain (By Strategy).

## Storia

### Il successo
Tra i membri originali del gruppo, quelli che sono rimasti più a lungo sono Martin Moscrop (nato il 24 settembre 1960) e Jez Kerr. Un altro attuale membro, Donald Johnson, è entrato dopo il primo singolo, che era senza batterista. Due componenti della formazione originale hanno invece lasciato la band: Simon Topping (abbandonò nel 1983 per unirsi ai Quando Quango e più tardi ai T-Coy) e il chitarrista Peter Terrell, che se ne andò nel 1982. Il tastierista Andy Connell, che si era aggregato nel 1982, abbandonò nel 1985 per formare i Swing Out Sister.
Il primo contratto di registrazione degli A Certain Ratio fu con la Factory Records nel 1979. Quindi pubblicarono The Graveyard and The Ballroom solo su cassetta nel 1980. Dopo il successo del singolo Shack Up del 1980, ricevono anche una proposta di fare un gruppo con Grace Jones, ma la band sceglie di restare con la Factory, con cui pubblicarono il primo album ufficiale dal titolo To Each... del 1981. Con la crescita della popolarità e del successo, il gruppo firmò per la A&M Records nel 1987, e Good Together fu pubblicato nel 1989. L'album non riuscì a produrre un hit, causando la partenza della band dall'etichetta. Nei primi anni novanta firmarono per la Rob's Records, di proprietà di Rob Gretton, manager dei New Order.
Nel 2002 la Soul Jazz Records iniziò un programma di ristampe degli album degli A Certain Ratio ed era difficile trovare i brani. Ulteriori ristampe e una registrazione dal vivo del 1980 vennero pure rese disponibili sull'etichetta LTM.

### Ritorno in concerto e rinascita
Sebbene non suonasse a tempo pieno,  la band continuò a scrivere, registrare e ad esibirsi in pubblico. Gli A Certain Ratio si esibirono la prima volta dal 1985 negli Stati Uniti il 16 novembre 2008, al Part Time Punks Festival tenutosi al The Echo di Los Angeles, in California.
Essi erano gestiti da Tony Wilson. Sono stati anche presenti nel film 24 Hour Party People (il film narra la storia di Tony Wilson e della Factory Records) dove Tony Wilson (interpretato da Steve Coogan) li descrive come "aventi tutta l'energia dei Joy Division ma vestiti meglio." Moscrop Martin è stato supervisore musicale di 24 Hour Party People.
Il gruppo annunciò il ritorno alle esibizioni dal vivo con un concerto all'Offset Festival di Londra, nel settembre 2009, suonando accanto all'altra band post-punk The Slits, seguito da un altro singolo concerto nel marzo 2009 per commemorare la Factory Records a Dublino.
Si sono poi esibiti al Plan K di Molenbeek, nella regione di Bruxelles il 12 dicembre 2009 nell'ambito della manifestazione A Factory Night (And Then Again). Questo evento vedeva anche presenti Section 25, The Wake, The Names e Biting Tongues.
Verso la fine del 2009, la band ha annunciato un'apparizione live in un evento per raccolta fondi nel locale Concorde 2 di Brighton il 7 marzo 2010. Il loro album del 2008, Mind Made Up verrà ripubblicato dalla LTM Recordings nel corso del 2010, assieme ad una versione redux di Force del 1986.
Nel maggio del 2011, si sono esibiti al The Satellite Stage durante il Friends of Mine Festival al Capesthorne Hall vicino a Macclesfield, e sono stati introdotti dal loro amico Terry Christian.

## Formazione
- Jeremy (Jez) Kerr (basso, voce)
- Simon Topping (voce, tromba, percussioni, 1978-83)
- Martin Moscrop (chitarra, tromba)
- Peter Terrell (chitarra, elettronica, 1978-82)
- Donald Johnson (batteria, voce, 1979-presente)
- Martha Tilson (voce, 1981-82)
- Andy Connell (tastiere, 1982-86)
- Tony Quigley (sassofono, 1983-presente)

## Discografia

### Album in studio
- 1979 - The Graveyard and the Ballroom
- 1981 - To Each...
- 1982 - Sextet
- 1982 - I'd Like To See You Again
- 1986 - Force
- 1989 - Good Together
- 1990 - acr:mcr
- 1992 - Up in Downsville
- 1997 - Change the Station
- 2008 - Mind Made Up
- 2020 - ACR Loco
- 2021 - Loco Remezclada
- 2023 - 1982

### Live
- 1985 - A Certain Ratio Live in America
- 2005 - Live in Groningen

### EP
- 1981 - "Do The Du (Casse)" / "The Fox" / "Shack Up" / "Son And Heir"
- 1981 - "The Double 12"
- 1986 - "Greetings Four"
- 1990 - "Four for the Floor"
- 2021- "ACR:EPA"
- 2021 - "ACR:EPR"
- 2021 - "ACR:EPC

### Singoli
- 1979 - "All Night Party" / "The Thin Boys"
- 1980 - "Shack Up" / "And Then Again (live)"
- 1980 - "Flight" / "Blown Away" / "And Then Again"
- 1981 - "Waterline" / "Funaezekea"
- 1982 - "Knife Slits Water" / "Tumba Rumba"
- 1982 - "Knife Slits Water" / "Kether Hot Knives"
- 1982 - "Guess Who?"
- 1983 - "I Need Someone Tonight" / "Don't You Worry 'Bout A Thing"
- 1984 - "Life's A Scream" / "There's Only This"
- 1984 - "Life's A Scream (Edit)" / "There's Only This (Edit)"
- 1985 - "Brazilia" / "Dub" 12"
- 1985 - "Wild Party" / "Sounds Like Something Dirty"
- 1986 - "Mickey Way (The Candy Bar)" / "Inside" / "Si Firmi O Grido"
- reetings Four" EP - "The Runner" / "Inside" / "Bootsy" / "Fever 103"
- 1987 - "Bootsy" / "Inside"
- "Bootsy (Remix)" / "Mickey Way"
- 1989 - "The Big E"
- 1989 - "Backs To The Wall" / "Backs To The Wall (Dub)" / "Be What You Wanna Be"
- 1989 - "Your Blue Eyes" / "Thin Grey Line" / "Coldest Days" 12"
- 1990 - "Won't Stop Loving You (Bernard Sumner version) / "Repercussions" (ACR remix) / "Love Is The Way (Instrumental)"
- 1990 - "Won't Stop Loving You (Bernard Sumner version) / "Won't Stop Loving You (Norman Cook remix) / "Won't Stop Loving You (Cook Instrumental)
- 1990 - "Good Together" / "Be What You Wanna Be"
- 1990 - "Good Together"
- "Shack Up (Machine)" / "Shack Up (Man)" / "Shack Up" (Norman Cook remix) / "Party Up"
- 1991 - "The Planet" / "Loosen Up Your Mind"
- 1991 - "27 Forever (Bubble Bath Mix)" / "27 Forever (Fix Mix)"
- 1992 - "Mello" / "Dub" / "27 Forever" (Jon Dasilva remix) / "Moist Dub"
- 1993 - "Turn Me On (7" Edit)" / "Turn Me On ("O" Mix)" / "Turn Me On (Tackle Mix)" / "Turn Me On (Primetime Mix)" / "Turn Me On (M21 Mix)"
- 1993 - "Tekno" / "Tekno" (Way Out West remix) 12"
- 1996 - "Soundstation Volume 1" EP - "Samba 123" / "Yeah Boy" / "Desire" / "Funk Off"
- 1997 - "Soundstation Volume 2" EP - "Samba 123" (Fila Brazilia remix) / "Yeah Boy" (Sons Of Samarkand remix) / "Yeah Boy"
- 2001 - "Shack Up" / Human League - "Being Boiled"
- 2002 - "Do the Du (John Peel Session)" / "Skipscada (John Peel Session)"
- 2022 - "Waiting on a train" (feat. Ellen Beth Abdi, Chunky)

### Raccolte
- 1986 - The Old and the New
- 1994 - Looking for a Certain Ratio
- 1994 - Sampler
- 2002 - B-Sides, Sessions & Rarities
- 2002 - Early

### Presenza in altre compilation
- 1992 – The Indie Scene 1984: The Story of British Independent Music